# El teatrito de don Ramón
El teatrito de don Ramón es una obra de teatro de José Martín Recuerda estrenada en 1959.

## Argumento
Don Ramón es un personaje pintoresco, que pone toda su ilusión en montar una pieza de teatro a partir del Milagro de Teófilo, de Gonzalo de Berceo, en la buhardilla de su casa. Una vez finalizados los preparativos, anuncia la representación entre amigos y conocidos. Sobre esta trama, el autor construye la esencia de unos personajes impregnados de frustración y desencanto. El final de la obra está marcado por el sentimiento de soledad.

## Representaciones destacadas
- Teatro Español, de Madrid, el 29 de abril de 1959.
  - Dirección: José Tamayo.
  - Intérpretes: Irene López Heredia, Manuel Díaz González, María Bassó, Adela Carbone, Pilar Muñoz, Pilar Bienert, Lolita Salazar, Mara Goyanes, Rafaela Aparicio, Erasmo Pascual.

- Televisión: en Estudio 1, de TVE, el 1 de julio de 1969.
  - Adaptación, dirección y realización: Alberto González Vergel.
  - Intérpretes: Manuel Díaz González, Maruchi Fresno, Tota Alba, Félix Dafauce, Lola Gaos, Modesto Blanch, Rafael Gil Marcos, Blanca Sendino, Concha Bañuls, Verónica Luján, Carmen Guardón, Mercedes Argota, Manuel Fernández Aranda, Florentino Alonso, Paloma Moreno.
    - Mimo: Los Comediantes.

## Premios
- Premio Lope de Vega de Teatro.